# Processo de execução
O processo de execução é um tipo de processo judicial presente no Brasil e em outros países.  Denomina-se "execução" (do latim exsecutio, de exsequi, seguir até o fim, proceder judicialmente, perseguir) no processo civil o conjunto de meios materiais previstos em lei, à disposição do juízo, visando à satisfação do direito.

## No Brasil

### CPC/1973
Fez parte da trilogia cognição, execução e cautelaridade, do Código de Processo Civil de 1973. À essa época consistia na realização de providências judiciais para dar cumprimento a título executivo extrajudicial que reconheça a existência de obrigação a ser cumprida. Não ocorrerá processo de execução quando ocorrer o cumprimento de obrigação determinada em sentença judicial, nesse caso a tramitação ocorrerá próprio processo no qual ela foi proferida. 

### CPC/2015
A partir do Código de Processo Civil de 2015, ocorreram mudanças, e agora  o processo de execução cuida também de execuções especiais, do cumprimento de sentença e dos atos ou fatos procedimentais que a lei tiver concedido força executiva.
A execução forçada de títulos executivos extrajudiciais (como um contrato, por exemplo), se faz mediante um processo autônomo, chamado de "processo de execução". O processo de execução tem como finalidade primordial dar ao credor tudo aquilo que ele receberia se o devedor tivesse cumprido espontaneamente a prestação constante do título.

### Partes legitimadas
Em regra, são legitimados para o processo de execução o credor, que figurará no polo ativo, denominado exequente, buscando a satisfação de seu título, e o devedor, denominado executado. As figuras de "credor" e "devedor" correspondem à posições do direito material, isto é, será credor e devedor aqueles que constam no título executivo representativo da relação jurídica material. A "dívida" é um conceito do direito material, que decorre de um vínculo jurídico entre dois sujeitos (credor e devedor), na qual o sujeito denominado devedor se encontra em situação jurídica de desvantagem, estando sujeito à uma obrigação em prol do credor. Assim, a título de exemplo, num contrato de compra e venda, se a coisa objeto da compra não é entregue, a parte responsável por essa obrigação se constituirá na parte devedora, e a parte a receber o objeto, credora. Os polos se invertem na situação contrária - se a coisa foi entregue e o valor não foi pago, por exemplo. Caso o credor venha a juízo executar esse contrato, por meio de um processo de execução, figurará o credor no polo ativo da demanda (exequente), enquanto que o devedor figurá no polo passivo (executado). Nesse caso, há total correspondência entre as posições de direito material (credor e devedor) e as posições processuais (exequente e executado), hipótese que configura a legitimidade ordinária.
As posições de direito material e processual não se confundem, contudo, de modo que essa correspondência, apesar de ser a regra, não necessariamente será observada em todos os processos de execução. A parte processual é aquela indicada na petição inicial, de modo que exequente e executado serão aqueles indicados na petição que inicia o processo de execução, independentemente de serem de fato credores e devedores. Como aponta Neves, "partes na execução são simplesmente os sujeitos que figuram nos polos ativos e passivos do processo autônomo ou do cumprimento de sentença, sendo irrelevante para sua classificação de "partes no processo" se esses sujeitos têm ou não legitimidade para figurar na relação jurídica processual". Dessa forma, é possível que sejam indicados como partes na execução pessoas que não participaram da relação de direito material que resultou na dívida. Nesse caso, tais partes são ilegítimas, pois não têm legitimidade para figurar no processo; não obstante, são partes. Configurada a ilegitimidade, o processo de execução deve ser extinto, sem solução de mérito.
A legislação pode, em alguns casos, permitir que alguém que não tenha participado da relação material seja legitimado à execução. Nesse caso, tem-se legitimação extraordinária para a execução. No direito brasileiro, a legitimidade ativa extraordinária na execução se dá quando o Ministério Público atua postulando direito alheio, como, por exemplo, quando executa obrigação alimentícia em favor de incapaz.